# The Designers Republic
Fondé le 14 juillet 1986 à Sheffield (Angleterre) par Ian Anderson et Nick Phillips, The Designers Republic (en abrégé tDR, TDR ou encore miTDR) est un studio anglais de design graphique principalement connu pour avoir créé le design de la série Wipeout sur PlayStation dès 1995.
En janvier 2009, les fondateurs se séparent, après vingt-trois ans d'activité et Ian Anderson continue d’utiliser la signature du studio.

## L'histoire
Ian Anderson, alors manager du groupe Person to Person, fonde The Designers Republic pour la production de flyers. Très vite, le studio se montre iconoclaste. Ainsi la « République des Designers » se présente comme une déclaration d'indépendance par rapport à ce qui nous semble constituer la communauté du design.
Pourvoyeur de visuels pour l'industrie musicale, TDR travaille d'abord pour le groupe Age of Chance - originaire de Leeds - réalisant entre 1986 et 1987 une série de pochettes, dont celle de l'album Don't get mad... Get even (classée parmi les 100 meilleurs pochettes de disque pour le magazine Q en 2001).
Plus tard, TDR se fait remarquer du grand public au travers de pochettes réalisées pour de nombreux musiciens ou groupes parmi lesquels ceux du label Warp Records (Autechre, Aphex Twin, B12) mais aussi pour Fluke, Funkstörung, Supergrass, Towa Tei, PWEI ou encore Moloko.
TDR réalise également de nombreux flyers pour les discothèques géantes de la région de Sheffield (Gatecrasher, NYSushi, etc.).
L'usage systématique de l'Helvetica à l'interlettrage ultra étroitisé, de clins d'œil à la culture pop nippone, de phrases-choc, d'acronymes mystérieux ou de slogans absurdes sont la marque de fabrique de TDR. Sans cesse plagié, le studio fait néanmoins siens les mots d'Oscar Wilde : « Talent borrows, genius steals ».
Du design graphique imprimé, TDR est brillamment passé au design d'interface et au design d'objet en participant aux jeux vidéo Wipeout (Wipeout, Wipeout 2097, Wipeout 3), Hardwar et Grand Theft Auto. En 1996, leur collaboration avec la firme horlogère suisse Swatch donne naissance à un modèle en série limitée intitulée London Club. Une édition du chien robot Sony Aibo porte également les couleurs de TDR, devenu entre-temps une référence visuelle incontournable.
En 2001, l'ouvrage 3D → 2D : Adventures in and out of architecture constitue un examen pluridisciplinaires du bâtiment de la chambre de commerce et d'industrie de Ljubljana (Slovénie). Largement réalisé par Michael Place, alors membre actif du studio, cet ouvrage s'inscrit pleinement dans le style DR. À sa sortie, pas moins de 3000 copies du livre sont commandées par les fans du studio. Annoncé par extraits sur le groupe de discussion officiel Neo.DR, l'ouvrage fait l'objet d'un accueil mitigé en raison de ses contenus jugés décevants et d'un formalisme par trop répétitif. Neo.DR constitue pour le studio et son public une interface de discussion propre à l'émergence d'un dialogue quotidien.
En 2001, l'ouverture du site web officiel de TDR sonne le glas du groupe de discussion Neo.DR dont les aficionados sont récompensés par la distribution gratuite d'un tee-shirt tiré à 100 exemplaires. Au recto figure Angryman, la mascotte du studio accompagnée du slogan suivant : Without The Designers Republic I am nothing. ; au verso, la liste des 100 heureux propriétaires d'un tee shirt rarissime. Bon nombre d'anciens membres de Neo.DR, la plupart graphistes ou directeurs artistiques, contribuent encore à de nombreux forums de discussion, dont le dernier avatar en date est Neue.DR.
Concomittamment, TDR ouvre son propre magasin en ligne, The Peoples' Bureau For Consumer Information (TPBFCI), suivi ponctuellement par des espaces de vente physiques et éphémères (à Barcelone en 2002 ou à Tokyo en 2003). TPBFCI est souvent désigné comme une microdivison de la Pho-Ku Corporation (prononcez : fuck you corporation), sorte de métaphore de la World Company, imaginée de toutes pièces par l'équipe d'Ian Anderson.
Le renouvellement incessant de TDR dans la période 1995-2002 est brusquement interrompu par le départ de l'un de ses membres, Michael Place, qui quitte le studio pour fonder sa propre agence : Build. Michael Place s'illustre depuis par des travaux graphiques et typographiques souvent expérimentaux, fortement influencés par ceux de Wim Crouwel, créateur dans les années 1960 du New Alphabet. En 2003, à Bruxelles, l'exposition Offline (coproduite par le site web Computerlove) consacre une rétrospective à Michael Place. Build compte parmi ses clients Sony (marque fétiche de Michael Place), Nike, mais aussi plusieurs labels musicaux, tels Record Camp, Simple Records, Aus Records.
En 2004, c'est une autre figure de TDR qui s'en va après 8 ans de bons et loyaux services : Matt Pyke fonde Universal Everything, une structure flexible rassemblant au gré des projets en cours pléthore de talents. Depuis, Universal Everything aligne les réalisations les plus avant gardistes du moment pour de nombreux clients internationaux : Channel Four, Manhattan Loft Corporation, Nickelodeon, Samsung, Sanrio, etc.
La fuite des membres historiques se poursuit puisqu'en 2005, TDR est encore amputé de deux membres : arrivé en 2002, Bob Sanderson fonde à Londres sa structure intitulée SandersonBob ; David Bailey, plus ancien, fonde Kiosk à Sheffield. En 2007, Martin Fewell quitte The Designers Republic pour fonder le studio Yolo à Manchester.
Le 20 janvier 2009, Ian Anderson annonce que la société est liquidée, victime d'une accumulation d'évènements : cessation de paiement de la part d'un client important, perte de deux autres clients, évènements auxquels s'est ajoutée l'oubli de paiement d'un appel fiscal.

## L'équipe
L'équipe de TDR comptait à son final dix membres : Ian Anderson, Darren Pascoe, Richard Wright, Rob Brearley, Amanda Lane, Tom Smith, Nick Tymn, Nicole Jacek, Lydia Lapinski, Richard Wilson.

## Les citations
- "Work, Buy, Consume, Die" ;
- "Buy nothing, pay now" ;
- "Talent borrows, genius steals".

## Les mascottes
- Angryman ;
- Curly.

## Les publications
- The designers republic vs. Idea magazine
- 3D → 2D : Adventures in and out of architecture,  (ISBN 1856692612)